# Simfonia núm. 5 (Txaikovski)
La Simfonia núm. 5 en mi menor, op. 64, de Piotr Ilitx Txaikovski va ser composta entre maig i agost de 1888. Va ser estrenada sota la direcció del mateix compositor a Sant Petersburg, el 6 de novembre de 1888. Una interpretació típica té una durada de prop de 46 minuts.
Com en el cas de la Simfonia núm. 4, la Cinquena és una simfonia de caràcter cíclic, a causa de l'aparició d'un mateix tema motto en més d'un moviment. Però ací, a diferència de la Quarta Simfonia, apareix en tots els moviments, un recurs que Txaikovski ja havia usat en la precedent Simfonia Manfred, poc menys de dos anys anterior a la cinquena simfonia. El tema "motto" deriva d'un passatge de l'òpera de Glinka Una vida pel tsar. El tema motto té un caràcter fúnebre al primer moviment, però gradualment va transformant-se en una marxa triomfal, que domina el darrer moviment. Txaikovski es va mostrar especialment atret per aquest tema perquè el lema de la simfonia és la «Providència», concepte estretament lligat al «Destí», el tema de la Quarta Simfonia. El caràcter canviant del motto al llarg de la simfonia sembla implicar que Txaikovski expressa optimisme respecte del destí, un punt de vista que no reprendria en la seua Sisena Simfonia.
Alguns crítics, incloent-hi el mateix Txaikovski, han considerat que el resultat final és insincer i fins i tot primitiu, però de fet la simfonia ha esdevingut una de les obres més populars del compositor. El segon moviment en particular, es considera típic de Txaikovski: ben construït, ricament orquestrat i amb una memorable melodia exposada per la trompa solista. Per alguna raó, possiblement la claríssima exposició musical de la idea de la Victòria final a través del combat, la Cinquena va ser molt popular durant la Segona Guerra Mundial, amb molts nous enregistraments de l'obra i moltes interpretacions durant aquells anys. Una de les més notables interpretacions va ser la de l'Orquestra Simfònica de la Ràdio de Leningrad durant el setge de Leningrad. Les autoritats de la ciutat havien ordenat a l'orquestra que continuara els concerts per mantenir la moral dels ciutadans. La nit del 20 d'octubre de 1941 van interpretar la Simfonia núm. 5 de Txaikovski a l'auditori de la ciutat, concert que va ser emès per ràdio en directe a Londres. Quan començava el segon moviment, les bombes van començar a caure a prop. L'orquestra continuà tocant fins a l'última nota. Des d'aleshores ha romàs molt popular, tot i que la seua popularitat s'ha vist una mica eclipsada per la Quarta i la Sisena simfonies.
La reacció de la crítica envers la simfonia va ser dispar, amb cert entusiasme a Rússia. Berezovski en va escriure, «La Cinquena Simfonia és la més feble de les simfonies de Txaikovski, però, tot i això, és una obra colpidora, que té el seu lloc no només entre la producció del compositor, sinó entre la música russa en general. ... tota la simfonia sembla sorgir d'alguna fosca experiència espiritual».
En l'estrena de la simfonia als Estats Units, la reacció de la crítica, especialment a Boston, va ser gairebé unànimement hostil. Un crític del diari bostonià Evening Transcript va escriure el 24 d'octubre de 1892:
«De la Cinquena Simfonia de Txaikovski hom no sap ben bé què dir-ne ... Al finale s'hi troba tota la fúria salvatge dels cosacs, autoesmolada per actes d'atrocitat, contra la completa esterilitat de les estepes russes. L'enfurismada peroració sona com una colla de dimonis lluitant en un torrent de conyac, esdevenint la música més i més embriagada. Pandemònium, delírium tremens, ràbia, i sobretot, la pitjor confusió sonora!»
L'acollida a Nova York va ser un poc millor. Un crític del Musical Courier, 13 de març de 1889, escrigué:
«A la cinquena simfonia de Txaikovski ... és inútil cercar la coherència i l'homogeneïtat ... al darrer moviment, la sang calmucs del compositor aconsegueix el millor d'ell, i la mortaldat, la calamitat i la sang s'estenen al llarg d'una tempestuosa partitura».
La Cinquena Simfonia va ser usada l'any 1933 pel coreògraf rus Léonide Massine per al seu primer ballet simfònic (també el primer del món) Les Présages. Això va provocar la fúria dels puristes, els quals objectaven que una obra simfònica no havia de ser usada per a un ballet..